# تئودور هانش
تئودور ولفگنگ هانش (به آلمانی: Theodor Wolfgang Hänsch) (زادهٔ ۳۰ اکتبر ۱۹۴۱ در شهر هایدلبرگ، آلمان) فیزیکدان آلمانی است که در سال ۲۰۰۵، یک چهارم از جایزهٔ نوبل فیزیک را از آن خود کرد. جان هال و روی. جی گلوبر از دیگر کسانی بودند که این جایزه را بدست آوردند. آن‌ها این جایزه را برای توسعهٔ لیزر و بدست آوردن فن نوسان‌های شانه‌مانند نور بدست آوردند.
هانش مسئول موسسهٔ نورشناخت کوانتومی ماکس-پلانک (به آلمانی: Max-Planck-Institut für Quantenoptik) و استاد فیزیک آزمایشگاهی و طیف‌سنجی لیزر در دانشگاه لودویگ ماکسیمیلیان در مونیخ، بایرن، آلمان است.
هانش در دههٔ ۱۹۶۰ مدرک دکتری خود را از دانشگاه روپرشت-کارلز هایدلبرگ دریافت می‌کند و پیرو آن به عنوان استاد دانشگاه استنفورد برگزیده می‌شود و از سال ۱۹۷۵ تا ۱۹۸۶ در این جایگاه باقی می‌ماند.
یکی از دانشجویان هانش، کارل ادوین ویمن بود که در سال ۲۰۰۱ توانست جایزهٔ نوبل را از آن خود کند.